# Криве (село)
Криве (словац. Krivé) — село и одноимённая община в округе Бардеёв Прешовского края Словакии. В письменных источниках начинает упоминаться с 1454 года.

## История
Впервые упоминается в 1454 году. Было населено украинцами, но после Второй мировой войны — под угрозой переселения в СССР — абсолютное большинство крестьян переписалось на словаков и русинов.
В середине XVIII века часть русинского населения Криве переселилась в Воеводину.
В селе есть греко-католическая церковь св. Луки, построенная в 1826 году.

## Население
| Год:                | 1994 | 2004     | 2014    | 2024    |
| ------------------- | ---- | -------- | ------- | ------- |
| Количество человек: | 232  | 201      | 220     | 206     |
| Разница:            |      | −13,36 % | +9,45 % | −6,36 % |

В селе проживает 210 человек.
Национальный состав населения (по данным последней переписи населения 2001 года):
- словаки — 91,13%
- русины — 7,88%
- украинцы — 0,99%

Состав населения по принадлежности к религии по состоянию на 2001 год:
- греко-католики — 91,13%,
- римо-католики — 5,42%,
- протестанты — 1,48%,
- православные — 0,49%,
- не считают себя верующими или не принадлежат к одной из вышеупомянутых церквей — 1,48%